# Centro de interpretación de Ágreda
El centro de interpretación de Ágreda ofrece a los visitantes un recorrido virtual para entender la historia de la localidad de Ágreda, situada en la provincia de Soria, comunidad autónoma de Castilla y León, España. Está situado en lo que era el barrio árabe de la villa.

## Características
El museo, situado en la calle Mezquitas del barrio árabe, junto a la Muralla Árabe de Ágreda permite entender las transformaciones que ha sufrido la villa de Ágreda a lo largo de su historia. El museo cuenta con material visual y audiovisual sobre la historia de la localidad.

## Visitas
El acceso es gratuito, pero es necesario concertar cita bajo el teléfono 976 192 714 (oficina de turismo) o 976 647 188 (teléfono del ayuntamiento).